# Бертрада Лаонская
Бертрада Лаонская (фр. Bertrade de Laon), или Берта Лаонская (фр. Berthe de Laon), известная в легендах как Берта Большая Нога (фр. Berthe au Grand Pied; ок 720 — 12 июля 783, Шуази-о-Бак) — королева Франкского государства, мать Карла Великого.
Её прозвище произошло, вероятно, из-за её врождённой косолапости, когда одна нога была больше другой.

## Биография

### Происхождение
Отец Бертрады граф Лана Хариберт был сыном Бертрады Прюмской, основательницы монастыря в Прюме. Отец Хариберта де Лаон принадлежал, вероятно, к роду Гугобертидов. Имя матери Берты Лаонской неизвестно, но некоторые данные ономастики дают возможность предположить, что её матерью была Гизела Аквитанская.

### Супруга майордома франков
В современной исторической науке, благодаря исследованиям французского историка Леона Левиллиана (1870—1952), впоследствии подтверждённым Кристианом Сеттипани, закрепилось мнение, что Бертрада де Лаон была единственной женой Пипина Короткого. Однако есть данные, что первой женой Пипина была некая Леутбурга или Леутберга и что от этого брака Пипин имел пятерых детей: Талендус (род. около 737) и Берта (родилась около 739) — двое из них. Этому возможному заблуждению способствовали легенды о Берте Большеногой.
Дата брака Берты и Пипина Короткого является предметом обсуждения. На основании данных «Прюмских анналов» годом свадьбы называется либо 743, либо 744 год; однако в «Бертинских анналах» называется 749 год. В связи с этим и вопрос о дате рождения Карла Великого также не разрешён однозначно до настоящего времени. Французский историк отец Ансельм в своих трудах по генеалогии, ссылаясь на жизнеописание Карла Великого, составленное Эйнхардом, сообщал, что Карл родился в 742 году. Хотя сам Эйнхард и писал, что не знает точную дату рождения Карла Великого, в конце жизнеописания императора он указал, что тот скончался 28 января 814 года на семьдесят втором году жизни. Достоверность этой даты вызывает сомнения, так как в начале своего повествования Эйнхард признавал, что у него нет данных о рождении Карла. Однако, находясь под влиянием «Жизни двенадцати цезарей» Светония, который, не называя даты рождения цезарей, приводит возраст, в котором они скончались, Эйнхард указывает возраст, в котором скончался Карл. В «Лоршских анналах» называется день, когда родился Карл — 2 апреля, но не указывается года. В «Петавианских анналах» 747 год назван датой рождения Карла, причём это событие стоит в тексте после ухода 15 августа 747 года его дяди Карломана в монастырь. К тому же в 747 году на 2 апреля выпала Пасха. Поэтому Кристиан Сеттипани датой рождения Карла Великого считал 2 апреля 748 года, а время женитьбы его родителей — промежуток 743 или 744 годом.
В 751 году Берта родила Карломана, и в ноябре того же года после низложения короля Хильдерика III на ассамблее всех франков в Суасоне она была наряду со своим мужем провозглашена королевой.

### Королева франков
28 июля 754 года Пипин Короткий, его жена Бертрада и двое их сыновей, Карл и Карломан, были коронованы папой римским Стефаном II в аббатстве Сен-Дени.
В 767 году во время похода Пипина в Васконию Берта находится неподалёку от мужа, в Бурже.

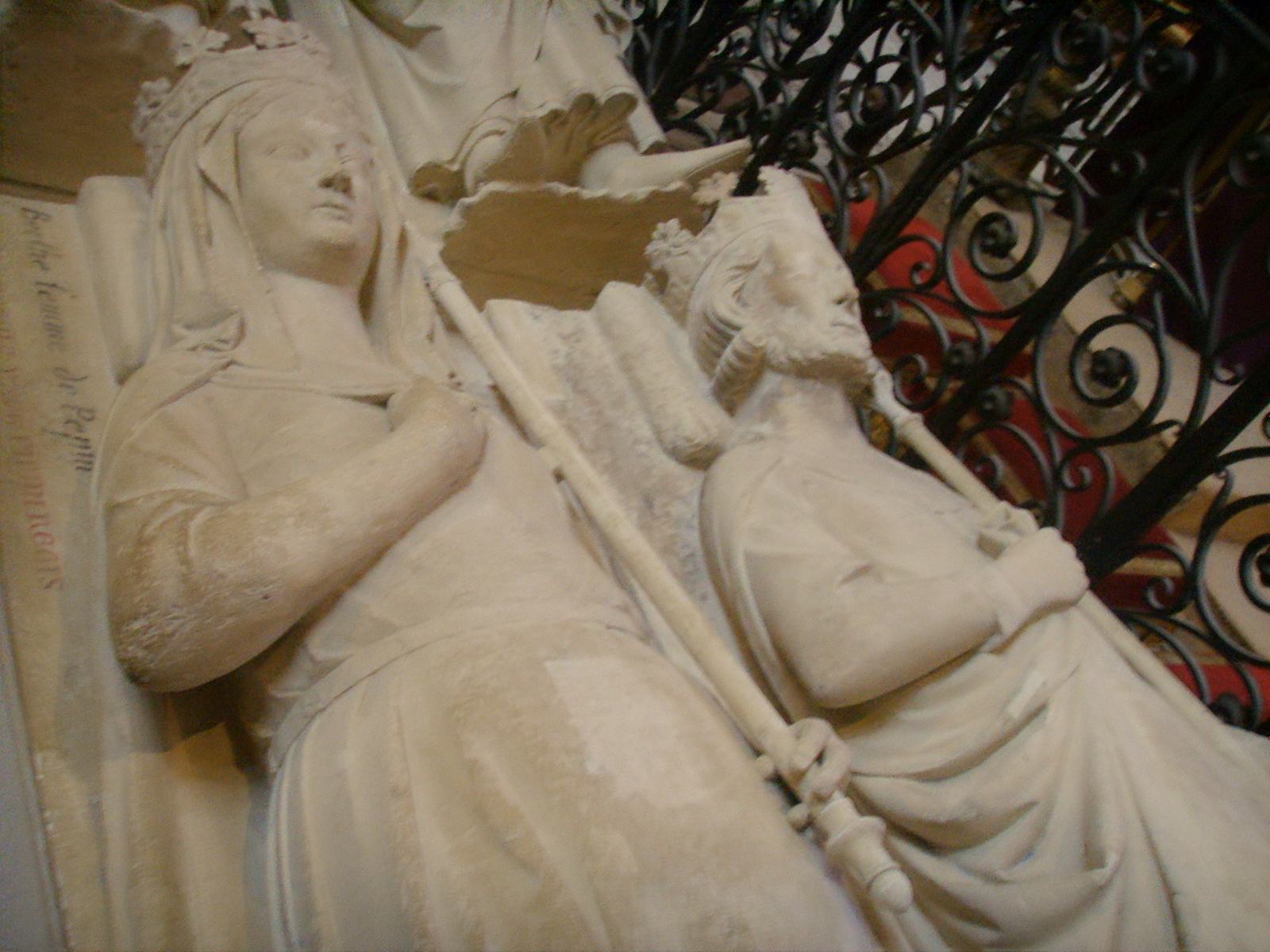
Саркофаг Бертрады и Пипина Короткого в аббатстве Сен-Дени.

По неизвестным причинам Пипин хотел развестись с Бертой, но этому воспротивился папа римский. Кристиан Сеттипани называл даже имя новой избранницы Пипина — женщина по имени Англа, дочь Теодрады.
После смерти мужа в 768 году Бертрада стала королевой-матерью. Она имела большое влияние на своих сыновей и оказывала тем самым некоторое влияние на проводимую ими политику. Так, в 770 году она ездила в Италию, откуда привезла Карлу жену Дезидерату (747—776), дочь короля лангобардов Дезидерия. После расторжения этого брака в 771 году между матерью и Карлом произошла ссора, а вскоре произошло завоевание франками лангобардского королевства.
В 771 году умер второй сын Бертрады, Карломан, и закончилось его противостояние с Карлом Великим, хрупкое согласие между которыми было результатом деятельности их матери. Бертрада переехала к Карлу в Ахен, потом постриглась в монастыре Шуази-о-Бак недалеко от Компьени, где жила в большом почёте, так как Карл относился к ней с величайшим уважением.
Бертрада умерла 12 июля 783 года, после смерти невестки Хильдегарды, став свидетельницей продолжения рода Каролингов в лице троих своих внуков и стольких же внучек. Карл похоронил её с большими почестями в базилике Сен-Дени, в которой был похоронен его отец.

### Семья
С 743 или 744 года Бертрада Лаонская была замужем за Пипином Коротким (714—768). Детьми от этого брака были:
- Ротхайда (ок. 744 — ?) — похоронена в церкви Святого Арнульфа в Меце.
- Аделаида (ок. 746/759 — 12 мая ?) — похоронена в церкви Святого Арнульфа в Меце.
- Карл Великий (748—814).
- Гертруда (ок. 748 — ?).
- Карломан (751—771).
- Гиль (ок. 755 — ?).
- Пипин (756/758 — 762).
- Гизела (757—811).
- Берта